# Pad
Rijeka Pad (latinski: Padus, talijanski: Po) rijeka je na sjeveru Italije. Sa svojih 652 km najdulja je i najveća talijanska rijeka koja cijelim svojim tokom protječe njenim teritorijem. Teče u smjeru sa zapada prema istoku Padskom nizinom. Uz njene obale živi oko 16 milijuna ljudi. To je najveća talijanska ekonomska zona u kojoj je koncentrirana talijanska industrija i poljoprivredna proizvodnja.

## Pritoke
Od izvora prema ušću:
- Pellice (L)
- Varaita (D)
- Maira (D)
- Dora Riparia (L)
- Stura di Lanzo (L)
- Orco (L)
- Dora Baltea (L)
- Sesia (L)
- Tanaro (D)
- Scrivia (D)
- Agogna (L)
- Ticino (L)
- Olona (L)
- Lambro (L)
- Trebbia (D)
- Nure (D)
- Adda (L)
- Arda (D)
- Taro (D)
- Parma (D)
- Enza (D)
- Oglio (L)
- Mincio (L)
- Secchia (D)
- Panaro (D)
- Versa